# Piotr Myszczyc
Piotr Myszczyc (ur. w Stratyniu ok. 1400, zm. ok. 1460) kuchmistrz wielki litewski, stronnik Świdrygiełły, protoplasta wołyńskiego rodu Myszków. Urodził się w Stratyniu na Rusi Czerwonej jako syn ubogiego szlachcica zwanego Myszką. W latach trzydziestych przybył wraz z liczną szlachtą ruską na Wołyń sprowadzony przez Świdrygiełłę. Prawdopodobnie w 1438 otrzymał tytuł kuchmistrza litewskiego a wraz z nim wsi wołyńskie, m.in. Borszczówkę. W 1452 nadania potwierdził król Kazimierz IV Jagiellończyk, i w tym samym roku nadał Myszczycowi kolejne wsi, wśród nich Chołóniew późniejsza siedzibę rodu Myszków-Chołoniewskiech.